# Droga I/51 (Słowacja)
Droga krajowa nr 51 (słow. cesta I. triedy 51, I/51) – droga krajowa I kategorii na Słowacji biegnąca od przejścia granicznego z Czechami w mieście Holíč przez Trnawę i Nitrę do węzła z drogą ekspresową R1 we wsi Hronská Breznica. Jej długość wynosi 200,66 km. Przechodzi przez trzy kraje: trnawski, nitrzański i bańskobystrzycki. Od Trnawy do Nitry następuje przerwa w jej przebiegu gdyż miasta te łączy droga ekspresowa R1 biegnąca w większości wzdłuż starego śladu drogi krajowej nr 51. W miejscowości Hontianske Nemce na krótkim 200-metrowym odcinku jest fragmentem trasy europejskiej E77. Przed wybudowaniem drogi ekspresowej R1 biegły nią także trasy E58 i E571.

## Ważniejsze miejscowości leżące na trasie I/51
- Holíč
- Senica
- Trnawa
- Nitra
- Vráble
- Levice
- Bańska Szczawnica